# Klęska głodu w Jemenie (od 2016)

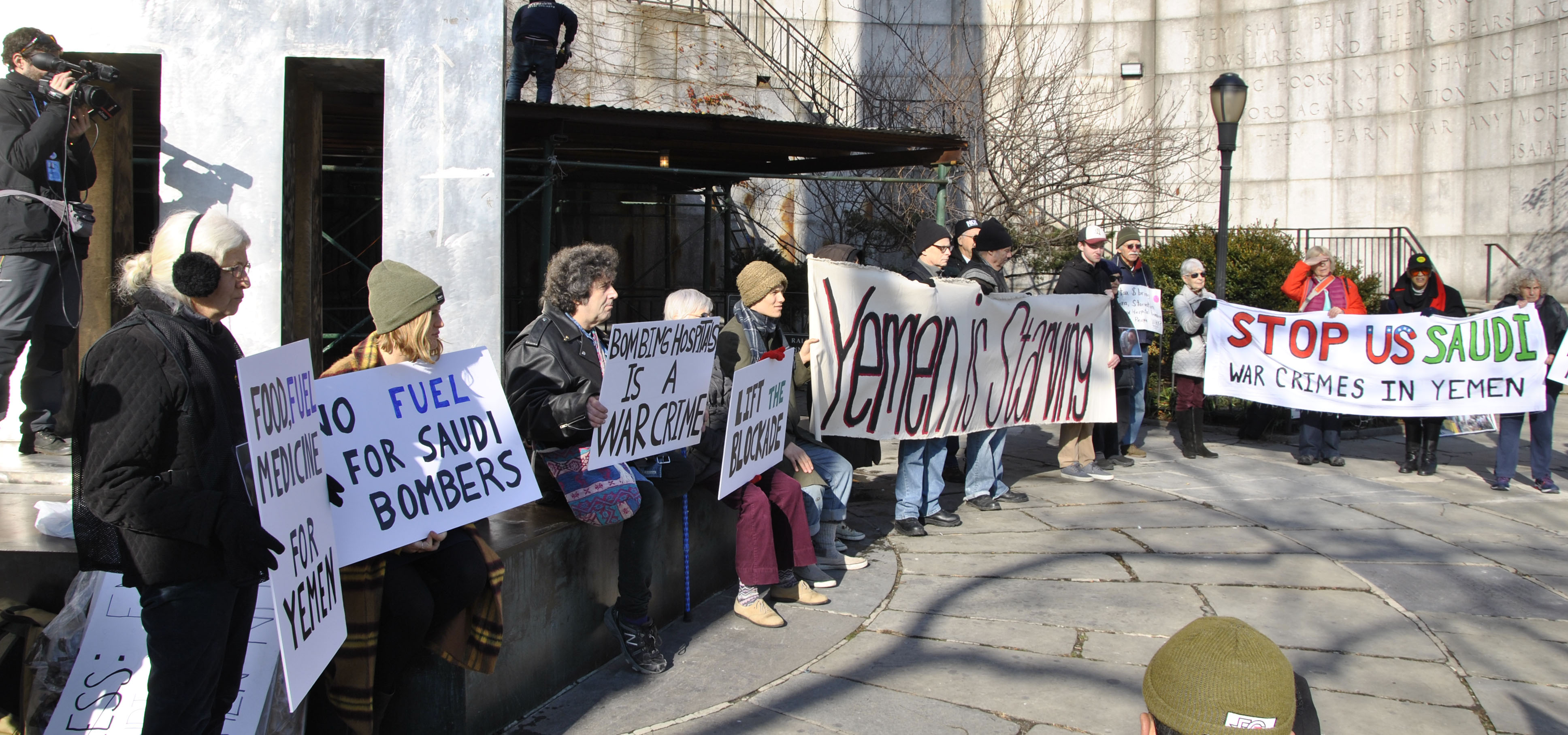
Protest przeciwko udziałowi USA w interwencji wojskowej w Jemenie, Nowy Jork, 2017

Klęska głodu w Jemenie rozpoczęła się w 2015 roku w wyniku wybuchu wojny domowej. W 2017 roku ponad 17 milionów Jemeńczyków było zagrożonych głodem, z czego 6,8 miliona wymagało natychmiastowej pomocy. W czerwcu 2018 roku liczba osób na granicy głodu wzrosła do 8,4 milionów. Znaczna część ofiar zamieszkuje region Al-Hudajda, w którym najpoważniej dotknięte jest miasto Al Hudaydah. Według Norweskiej Rady do Spraw Uchodźców klęska głodu w Jemenie wkrótce może osiągnąć osiągnie "biblijne rozmiary". Na kryzys humanitarny w Jemenie oprócz braku pożywienia składa się epidemia cholery, która została uznana przez WHO za jedną z najgorszych w historii. Do wybuchu epidemii przyczyniły się zniszczenia infrastruktury komunikacyjnej, wodno-kanalizacyjnej oraz opieki zdrowotnej będące wynikiem nalotów przeprowadzonych przez koalicję pod przewodnictwem Arabii Saudyjskiej. W wyniku konfliktu celem częstych ataków stawało się zaplecze dostarczające żywność, w tym porty, fabryki, farmy, łodzie rybackie, magazyny żywność i inne budynki cywilne. Sytuacja w Jemenie była porównywana przez niektórych komentatorów do hołodomoru w sowieckiej Ukrainie.
Sytuacja uległa pogorszeniu w wyniku blokady transportu wodnego, lądowego i powietrznego nałożonej na Jemen przez koalicję państw pod przewodnictwem Arabii Saudyjskiej w listopadzie 2017 roku. W wyniku protestów społeczności międzynarodowej blokada kraju została częściowo zniesiona, jednak według organizacji humanitarnych w stopniu niewystarczającym na zapewnienie bezpieczeństwa żywnościowego ludności cywilnej. Ponad 50 000 dzieci zginęło w wyniku niedożywienia i chorób w Jemenie w 2017 roku. W październiku 2018 roku ONZ wydała ostrzeżenie, że 13 milionów osób jest zagrożonych "najgorszą od 100 lat klęską głodu na świecie". Podobne ostrzeżenia zostały wydane przez inne organizacje pomocy humanitarnej. Według UNICEF 22 miliony, co stanowi trzy czwarte populacji (z czego 11 milionów to nieletni) wymaga pomocy.
W raporcie ONZ z 3 sierpnia 2019 r. znalazły się stwierdzenia, że USA, Wielka Brytania i Francja mogą być współwinne popełnienia zbrodni wojennych w Jemenie poprzez sprzedaż broni i wsparcie koalicji kierowanej przez Arabię Saudyjską, która wykorzystuje głód cywilów jako taktykę wojenną.